# Santa María de Guía de Gran Canaria (Gerichtsbezirk)
Der Gerichtsbezirk Santa María de Guía de Gran Canaria ist einer der sieben Gerichtsbezirke in der Provinz Las Palmas.
Der Bezirk umfasst 5 Gemeinden auf einer Fläche von 305,13 km² mit dem Hauptquartier in Santa María de Guía de Gran Canaria.

## Gemeinden
| Gemeinde                                           | Einwohner (2024) | Fläche km² | Dichte Einw./km² | Cod INE | Postleitzahl                      |
| -------------------------------------------------- | ---------------- | ---------- | ---------------- | ------- | --------------------------------- |
| Agaete                                             | 5.670            | 45,50      | 125              | 35001   | 35480, 35489                      |
| La Aldea de San Nicolás                            | 7.449            | 123,58     | 60               | 35020   | 35470, 35478, 35479, 35579        |
| Gáldar                                             | 24.811           | 61,59      | 403              | 35009   | 35350, 35460, 35468, 35469, 35488 |
| Moya                                               | 7.987            | 31,87      | 251              | 35013   | 35413, 35420–35423                |
| Santa María de Guía de Gran Canaria                | 14.135           | 42,59      | 332              | 35023   | 35450                             |
| Gerichtsbezirk Santa María de Guía de Gran Canaria | 60.052           | 305,13     | 197              | –       | –                                 |